# National Conservatism Conference
La National Conservatism Conference (NatCon), parfois désignée en français sous le nom de Conférence du conservatisme national,,, est une conférence politique organisé par la Fondation Edmund Burke et le Conservative Partnership Institute (en), sous la direction de Yoram Hazony et David Brog (en). Elle promeut l'idéologie nationale-conservatrice et le populisme de droite. Elle est souvent associée au trumpisme.
Ses éditions, tenues depuis 2019 dans diverses villes comme Londres, Washington, D.C. ou Bruxelles, rassemblent des figures politiques de droite et d'extrême droite.

## Présentation
La National Conservatism Conference (NatCon) est organisée par la Fondation Edmund Burke et le Conservative Partnership Institute (en). L'événement est dirigé par Yoram Hazony et David Brog (en).
La NatCon promeut l'idéologie nationale-conservatrice et le populisme de droite,, et est considérée comme trumpiste,. Plusieurs médias la positionnent à droite,,, tandis que d'autres la positionnent à l'extrême droite,,. Byline Supplement (en) la considère comme « une passerelle entre l'extrême droite et la droite classique ». Pour les politologues Rogers M. Smith et Desmond King, elle fait office d'alternative plus trumpiste à la Conservative Political Action Conference.
Elle est partiellement financée par le milliardaire Peter Thiel.
L'événement rassemble une audience majoritairement jeune, masculine,, et blanche,,.

## Historique

### 2019
La première National Conservatism Conference se tient à Londres en mai 2019.
La deuxième NatCon a lieu en juillet 2019 à Washington, D.C. et a pour conférencier principal l'entrepreneur milliardaire Peter Thiel,. Thiel y critique Google, accusant l'entreprise de trahison pour sa collaboration avec la Chine sur le projet de moteur de recherche Dragonfly simultanée à l'arrêt de sa collaboration avec le gouvernement américain sur des programmes destinés au développement d'armes autonomes,.

### 2020
En 2020, la NatCon se tient à Rome. Elle accueille notamment Viktor Orbán. Daniel Kawczynski, député britannique membre du Parti conservateur, est réprimandé par son parti pour sa participation.

### 2021
En 2021, la NatCon se tient à Orlando, en Floride. L'événement réunit des figures politiques comme Ted Cruz et Marco Rubio, ainsi que l'auteur Rod Dreher.

### 2022
En 2022, la NatCon se tient au Concert Noble, à Bruxelles.

### 2023
En 2023, la National Conservatism Conference se tient à Londres, du 15 au 17 mai et accueille notamment les conservateurs britanniques Jacob Rees-Mogg, Suella Braverman, Michael Gove et David Frost ainsi que le président de la Heritage Foundation Kevin Roberts et le républicain américain J. D. Vance,,. Plusieurs think tanks conservateurs sont présents, parmi lesquels le Bow Group, le Centre for Digital Assets and Democracy, l'Alliance for Responsible Citizenship et l'Institut du Danube.
La NatCon refuse l'accès aux médias progressistes OpenDemocracy, Byline Times (en) et Novara Media (en), invoquant une forte demande, malgré des places disponibles,.
Le 15 mai, l'événement est perturbé par des actes de protestation d'Extinction Rebellion dénonçant le « fascisme »,,.
L'auteur Douglas Murray déclare lors de son discours qu'« Il n'y avait rien de mal au nationalisme en Grande-Bretagne, c'est juste qu'il y avait quelque chose de mal au nationalisme en Allemagne. Je ne vois pas pourquoi personne n'aurait le droit d'aimer son pays simplement parce que les Allemands ont tout gâché deux fois en un siècle »,,.
L'historien David Starkey y déclare que la gauche serait « jalouse » de la « la primauté morale de l'Holocauste » et chercherait à remplacer sa mémoire par celle de l'esclavage dans une prétendue tentative de détruire la « culture blanche »,.
Plusieurs journalistes notent que les discours lors de la NatCon 2023 mettent en avant le rejet des droits des personnes trans et l'opposition à l'immigration,.
Tandis que certains intervenants, comme Christopher DeMuth (en), louent l'héritage de Margaret Thatcher, d'autres, comme la journaliste Juliet Samuel ou la commentatrice politique Melanie Philips (en), critiquent le néolibéralisme thatchérien et prônent une rupture avec cette idéologie,.

### 2024

#### Conférence de Bruxelles
En avril 2024, la NatCon organise une conférence à Bruxelles accueillant plusieurs intervenants, notamment Suella Braverman, Nigel Farage, Viktor Orbán, Éric Zemmour et des représentants de partis comme le Vlaams Belang et Droit et justice,,.
Des protestations émergent contre la tenue de la conférence de la part de la Ligue des droits humains et de la Coordination antifasciste belge,,.
Le 16 avril, la police est ordonnée par le maire de Saint-Josse Emir Kir de fermer la National Conservatism Conference peu après son début, afin de prévenir des troubles à l'ordre public. La fermeture est critiquée par le Premier ministre belge Alexander De Croo, qui y voit une atteinte à la liberté d'expression,,. Le Conseil d'État autorise la reprise de la NatCon après un recours juridique d'urgence,,.

#### Conférence de Washington
En juillet 2024, la NatCon se tient à Washington, D.C. Les organisateurs revendiquent une participation record de plus de 1000 personnes. Cette édition a notamment pour invité J. D. Vance. Lors de son discours, il y défend l'idée que les États-Unis « ne sont pas une simple idée » mais une « nation »,.